# Florian Stölzel
Florian Stölzel (* 24. März 1994) ist ein deutscher Musiker. Er ist Sänger, Gitarrist, Zitherspieler und Fernsehmoderator.

## Biografie
Stölzel stammt aus dem sächsischen Erzgebirge und wuchs in Grünhain auf. Neben seinem Vater, der Gitarrist einer Rockband ist, inspirierte John Mayer das musikalische Interesse von Florian Stölzel. Er besuchte die Musikschule in Grünhain und stand schon bald an der Seite seines Vaters erstmals auf der Bühne. Gitarre, Gesang und Blues sowie das Zitherspiel begleiteten seitdem den weiteren Lebensweg des gelernten Bankkaufmanns. Als Zitherspieler war er zunächst Mitglied der Musikgruppe Schwarzwasserperlen.
Relativ schnell wurde auch das Fernsehen auf ihn aufmerksam. Kim Fisher lud ihn 2014 in ihre Sendung Kim kommt und später in Kulthits beim MDR Fernsehen ein und sang mit ihm gemeinsam. Daneben trat er gemeinsam mit Andreas Bourani auf. Beide sangen „Nur in meinem Kopf“. Fortan entschloss sich Stölzel, auch eigene Lieder zu schreiben und sich als Musiker selbständig zu machen. 2019 erschien seine erste Single mit dem Titel Mit Dir bin ich Eins. Ferner war er Gast bei Die große Show der Weihnachtslieder mit Stefanie Hertel.
2020 produzierte er mit Toni Kraus ’s is Feierobnd, eine moderne Version des Liedes Feieromd von Anton Günther.
Nachdem bekannt wurde, dass die traditionelle MDR-Weihnachtssendung So klingt’s bei uns im Arzgebirg nicht fortgesetzt werden wird, informierte der MDR, dass es mit der Sendung Stille Nacht im Arzgebirg mit Florian Stölzel als Moderator ein Nachfolgeformat geben wird, das am Heiligabend 2021 ausgestrahlt wurde.